# Madżarowo
Madżarowo (bułg. Маджарово) – miasto w południowej Bułgarii, w obwodzie Chaskowo, siedziba administracyjna gminy Madżarowo.
Przedostatnie pod względem wielkości miasto Bułgarii, przed Melnikiem. Znajdujące się nieopodal rzeki Arda, u podnóża wschodnich gór Rodop.
Do 1912 roku ówczesna wieś nazywała się Jatadżink. w 1976 roku nazwę przemianowano na Madżarowo, nazwa ta pochodzi od bułgarskiego rewolucjonisty Dimityra Madżarowo. W tym samym roku przyznano miejscowości prawa miejskie.
Niedaleko Madżarowa znajduje się rezerwat przyrody Wyłczi doł.